# Roger Lespagnard
 (août 2016).
Si vous disposez d'ouvrages ou d'articles de référence ou si vous connaissez des sites web de qualité traitant du thème abordé ici, merci de compléter l'article en donnant les références utiles à sa vérifiabilité et en les liant à la section « Notes et références ».
Pour les articles homonymes, voir Lespagnard.
Roger Lespagnard, né le 24 octobre 1946 à Ougrée, est un ancien athlète décathlonien et homme politique belge wallon, membre du cdH.
Il est régent en éducation physique et biologie et agrégé de l'enseignement secondaire inférieur ; professeur. Détaché de l'enseignement pour s'occuper d'athlètes de haut niveau.

## Carrière sportive
Roger Lespagnard a été champion de Belgique de décathlon à sept reprises et a détenu le record national de la discipline en 1968 avec 7 297 points.
Lespagnard participa aux Jeux olympiques d'été de 1968 à Mexico, où il termina 17e au décathlon. Aux jeux de Munich (1972) et de Montréal (1976), il termina respectivement 14e et 19e. Il participa par trois fois aux Championnats d'Europe.
Élu directeur technique de la fédération d'athlétisme, il a emmené la délégation belge d'athlétisme aux JO de Los Angeles en 1984 et à ceux de Séoul en 1988.
Il a également été durant treize ans préparateur physique au Standard de Liège.
C'est lui qui coache Nafissatou Thiam à l'heptathlon, notamment aux Jeux olympiques de Rio (2016) où elle a obtenu la médaille d'or, aux Mondiaux d'athlétisme à Londres (2017) où elle obtient la première médaille d'or de l'histoire de l'athlétisme belge et en 2018 aux Championnats d'Europe d'athlétisme où elle obtient également la médaille d'or. En 2021, il la coache toujours aux Jeux olympiques de Tokyo de 2020 où elle obtient une deuxième médaille d'or.
La collaboration avec Nafissatou Thiam s'arrête le 13 octobre 2022.

## Carrière politique
De 1978 à 1980, il a travaillé au cabinet de Michel Hansenne, ministre de la Communauté française. De 1987 à 1992, il travaille au cabinet de Jean-Pierre Grafé, président de la Communauté française, puis ministre des Sports.
- Député fédéral belge du 8 juin 1994 au 5 mai 1999 sous la 49e législature ;
- Conseiller communal à Fléron depuis 1982 ;
- Premier échevin de Fléron de 1988 à 2000 et de 2003 à 2006 ;
- Bourgmestre de Fléron de 2010 à 2018[2].

## Récompenses
- Coach belge de l'année : 2016[3], 2017[4], 2022[5]